# The House of the Rising Sun
The House of the Rising Sun (cunoscut și ca House of the Rising Sun sau Rising Sun Blues) este un cântec din folclorul muzical nord-american. Versurile povestesc la persoana I viața unui tânăr din New Orleans provenit dintr-o familie dezbinată și ajuns infractor. Titlul cântecului este cel al unei case a copilului unde și-a petrecut primii ani de viață cel care povestește. Există mai multe versiuni ale textului, atât din punctul de vedere al unui bărbat, cât și din cel al unei femei.
Cea mai cunoscută interpretare modernă a piesei a fost realizată în 1964 de către grupul britanic The Animals (cu solistul vocal Eric Burdon). O altă interpretare notabilă aparține grupului Frijid Pink, lansată în anul 1969.
versiunea originală este scrisă din punctul de vedere a unei femei care chiar a locuit în acea casă, pe vremea aceea o casa de toleranță și datează din 1942  dar a fost cântat prima dată de artistul LEADBELLY prin 1948  și abia apoi a fost preluat de THE ANIMALS
dar se spune că versurile aveau subânțeles pentru sclavii de atunci, cu mesaje ascunse
despre locuri secrete de întâlnire ale sclavilor.
cântecul este foarte vechi rămânând necunoscut autorul  versurilor și a melodiei.